# Forêt usagère de La Teste-de-Buch
Vous lisez un « bon article » labellisé en 2023.
La forêt usagère de La Teste-de-Buch ou Grande Montagne de La Teste recouvre depuis le début de l'ère chrétienne une partie du territoire de l'actuelle commune de La Teste-de-Buch en Gironde. C'est au XXIe siècle la dernière forêt usagère de France :  les propriétaires (privés) du foncier, dits ayant-pins, détiennent le monopole de l'exploitation de la résine de pin sur leur parcelle mais ne sont pas propriétaires des arbres ; les habitants du territoire de l'ancien captalat de Buch, dits usagers, peuvent disposer du bois pour leurs besoins personnels de chauffage et de construction.  
Vieille de deux mille ans, poussée sur d'anciennes dunes fixées, cette pineraie-chênaie jouit d'une diversité écologique unique dans les Landes de Gascogne. Cet écosystème précieux est la conséquence des modalités d'exploitation originales maintenues pendant plusieurs siècles par son statut juridique spécifique. Depuis que la chimie de synthèse a rendu caduc le gemmage dans les années 1970 et que le besoin en bois de construction s'est tari, l'intérêt des propriétaires et des usagers pour leur patrimoine commun a faibli. Les parties prenantes (propriétaires, groupements de défense des usagers, communes, association de protection de la nature, chasseurs, pouvoirs publics, etc.) ne parviennent plus à trouver d'accord, et la forêt est à l'abandon et mal entretenue.  
En juillet 2022, un gigantesque incendie la ravage presque entièrement.

## Localisation et géographie

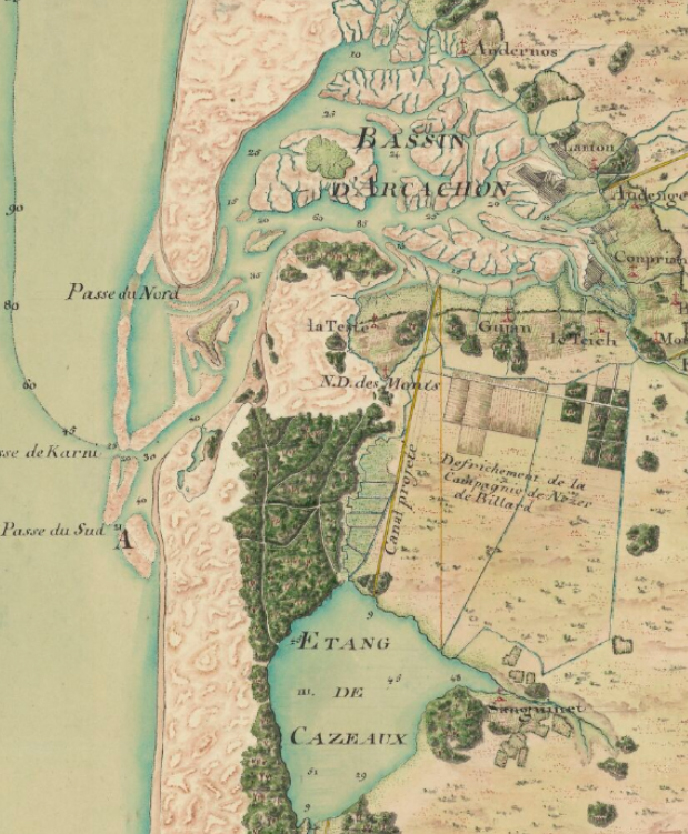
Situation de la forêt de La-Teste-de-Buch, entre le bassin d'Arcachon et l'étang de Cazaux (Clavaux, 1774).

La forêt de La Teste, attestée depuis l'époque romaine, pousse sur une bande côtière située entre le bassin d'Arcachon au nord et l'étang de Cazaux au sud. Elle recouvre un chapelet de dunes paraboliques qui se sont accumulées dans la région entre 2000 et 500 av. J.-C.. Ces reliefs modestes (sept dunes dépassent les 50 mètres d'altitude, la plus haute — le Truc de la Truque — culmine à 76 mètres) mais tourmentés, juxtaposent dans un désordre déroutant les monts (trucs) et les pseudo-vallées (bats) et lui valent le surnom de « Grande Montagne ». 
Au cours de notre ère, de nouvelles poussées dunaires — de type barkhane, qui ont notamment érigé la dune du Pilat — l'ont isolée de l'océan et en ont progressivement rogné la frange occidentale et la moitié septentrionale. Sous l'effet de l'avancée de ces dunes modernes et de l'urbanisation de la ville d'Arcachon, la superficie de la Grande Montagne a progressivement décru de 4 600 hectares environ au moment de la Révolution à quelque 3 700 hectares au début du XXIe siècle.
La forêt est bordée au sud-est par l'étang de Cazaux, au nord par les agglomérations de La Teste-de-Buch et d'Arcachon, au nord-ouest par la dune du Pilat, et pour le reste par des forêts privées ou domaniales. Sa présence sous le vent contribue vraisemblablement au maintien de l'altitude de la dune du Pilat.
Aujourd'hui, la Grande Montagne n'est traversée que par la route départementale D218, qui écorne son coin nord ouest en joignant Arcachon et Biscarosse, et la piste 214, une route goudronnée propriété de l’État, qui coupe la forêt d'est en ouest dans son tiers nord. Cette piste relie la route départementale D218 non loin de la dune du Pilat à la route départementale D112 qui dessert le hameau de Cazaux depuis l'agglomération principale de La Teste. Dans la moitié sud du massif, un réseau de routes en impasse dessert des puits de pétrole installés à partir de 1959. Enfin, des chemins forestiers sillonnent l'ensemble, significativement moins entretenus depuis la fin de l'exploitation de la gemme des pins.

## Aspects économiques historiques

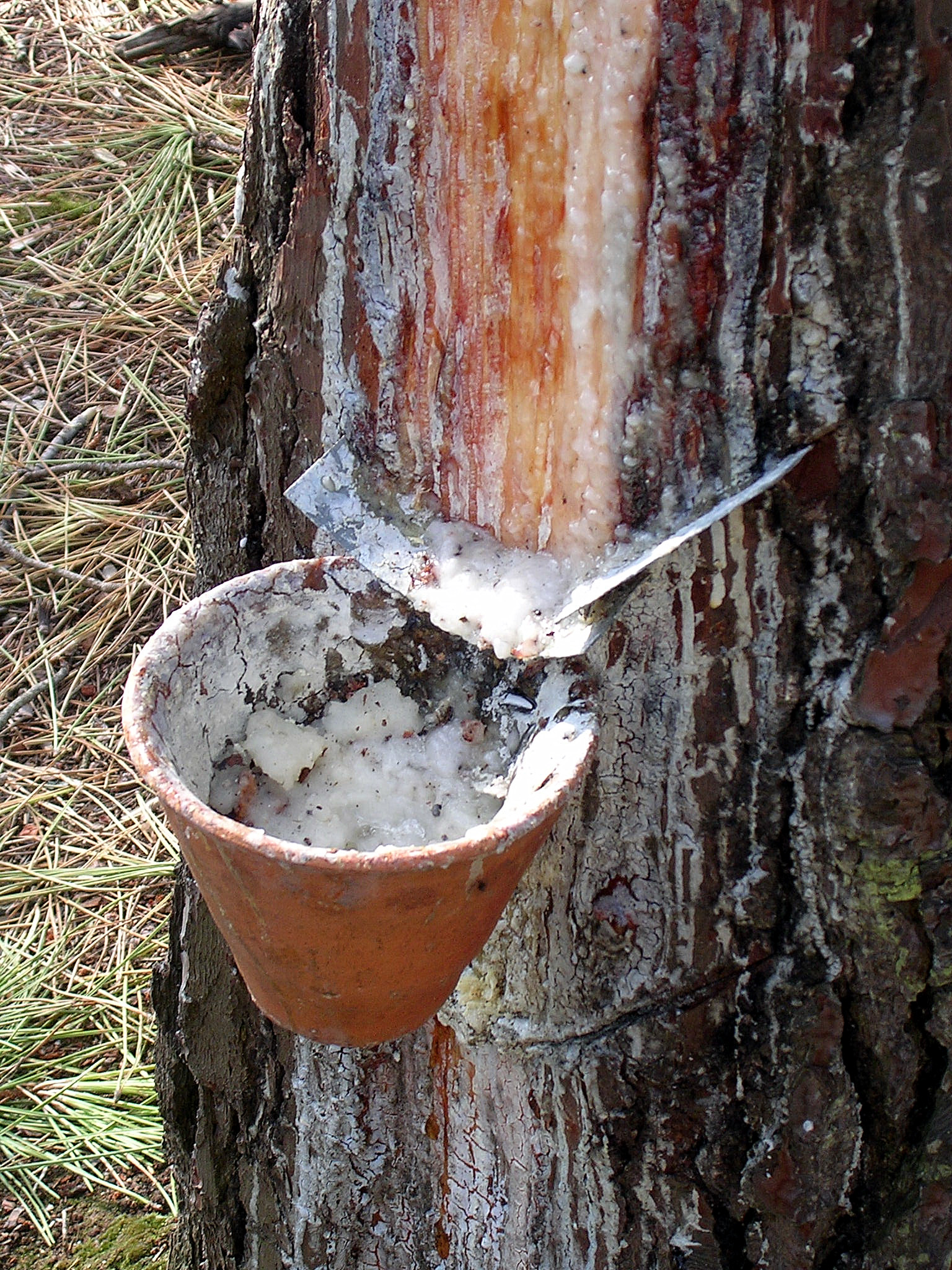
Pin gemmé.

Les plus anciens témoignages sur la façon dont les pins étaient exploités dans la Grande Montagne remontent au XVIIe siècle. 
La matière première recherchée est l'oléorésine de l'arbre : tout au long de la vie adulte du pin, elle est recueillie par gemmage, c'est-à-dire par la pratique d'incisions successives de son écorce. L'exsudat, mêlé d'eau de pluie et d'impuretés solides et récupéré dans un trou creusé au pied de l'arbre ou dans un pot de terre cuite, prend alors le nom de « gemme ». Toutes les deux à trois semaines du printemps à la mi-automne, le résinier passe raviver l'entaille et ramasser la gemme écoulée. Regroupée en barrique, elle est transportée dans une distillerie où la fraction volatile, l'essence de térébenthine, est séparée d'un résidu solide, la colophane (ou arcanson ou rousine). De la première on fabrique solvants, peintures, vernis, encaustiques, cirages et médicaments ; de la colophane on tire des colles à papier, des savons, de l'encre d'imprimerie.
Une fois l'arbre mort, la pyrolyse de son tronc et de sa souche permet d'obtenir du goudron de pin (ou poix ou brai), du noir de fumée et du charbon de bois. L'exploitant forestier construit sur place des fours (hourns), monticules de pierres couvertes d'argile : le bois qui s'y consume libère un liquide visqueux récupéré par un exutoire. Il est utilisé pour calfater les bateaux, étanchéifier les récipients, cirer les cordages, mais aussi soigner les rhumatismes et certaines maladies de peau. Ces pratiques ont perduré jusque dans les années 1970, concurrencées par l'essor de la chimie industrielle de synthèse.

## Le statutusager

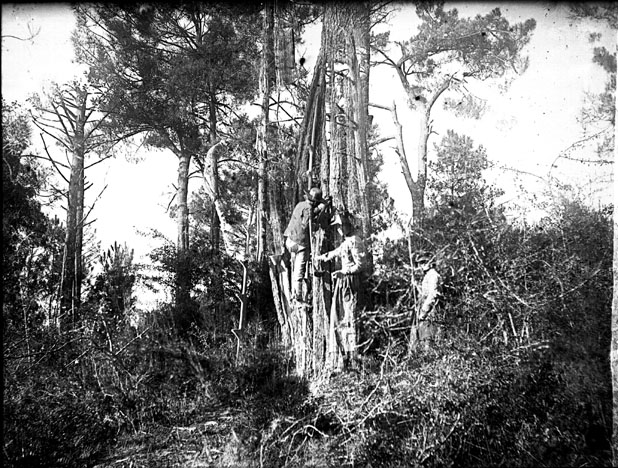
Gemmage d'un pin bouteille à Arcachon en 1890.

Les grands principes qui régissent la propriété et l'usage de la Grande Montagne sont fondés sur des textes dont le plus ancien conservé remonte à 1468, mis à jour à plusieurs reprises depuis : les baillettes (décisions unilatérales du seigneur) et les transactions (accords formalisés entre les parties) :
- les parcelles appartiennent à des propriétaires privés (la Grande Montagne n'est donc pas une copropriété et ne relève pas non plus du domaine public) ;
- ces propriétaires sont dits ayant-pins : ils ne possèdent pas les arbres qui poussent sur leur parcelle, mais détiennent l'exclusivité de l'exploitation commerciale de leur résine ;
- les personnes dont la résidence principale se situe depuis au moins dix ans sur les communes qu'elle recouvre partiellement sont les usagers[a]. Elles peuvent collecter le bois mort pour leur besoin de chauffage et abattre des pins vifs pour construire ou réparer leur habitation ou embarcation (à l'exclusion de toute utilisation commerciale) ;
- le bois récupéré par les usagers ne peut sortir du territoire de ces communes, ni pour sa transformation ni pour son utilisation ;
- des syndics d'ayant-pins et d'usagers valident les demandes d'abattage, veillent à effectuer les prélèvements par rotation et à gérer la forêt « en bons pères de familles ».

### Histoire
Au Moyen Âge, la Grande Montagne appartient aux seigneurs locaux, les captaux de Buch. Ceux-ci ont depuis une époque indéterminée concédé (« baillé ») à leurs vassaux divers droits, contre rémunération. Chaque seigneur qui hérite du captalat révise à sa guise ces droits et leur prix. 
Le premier texte (perdu) dont il est gardé trace date de la première moitié du XVe siècle : Gaston Ier de Foix-Grailly y accorde aux habitants de la seigneurie les droits payants de récolter la résine gemmée (gema, galipot), de la transformer en brai (rouzina), et le droit gratuit de ramasser du bois de chauffe (busca) et de construction (fusta). Le 19 octobre 1468, la baillette de son fils Jean de Foix-Grailly-Candale confirme et réévalue ces droits, accordés à la quarantaine de familles locales. En 1500, Gaston II de Foix-Grailly-Candale vend pour un forfait annuel les droits d'herbatge (de pâturage) et de glandage (de ramassage des glands, pour nourrir les cochons).  
En 1535, la baillette de Gaston III de Foix-Grailly-Candale introduit la nomination de syndics représentants des habitants, l'interdiction de vendre ou de transporter le bois en dehors du captalat et souligne l'importance de gérer la forêt avec soin. 
En 1601 survient une crise avec le nouveau captal, Jean-Louis d'Epernon : un nouvel acte n'est signé qu'après trois ans de « fermeture » de la forêt. Il clarifie que les ayant-pins acquièrent la propriété de concessions d'extraction de résine (mais ni du foncier, ni des arbres). Son fils Bernard d'Épernon confirme en 1645 ces principes. 
En 1746, François-Alain Amanieu de Ruat signe une transaction qui accorde cette fois aux ayant-pins la propriété du foncier et limite les droits des usagers. Devant les protestations de ceux-ci, un nouveau texte est conclu le 16 juin 1759 : les ayant-pins conservent l'acquis d'être désormais propriétaire du foncier (et de leurs cabanes, et de la gemme, mais toujours pas des arbres) et les usagers récupèrent leurs droits gratuits sur le bois. Le captal ne conserve plus comme revenus que les droits de glandage et de pâturage, et le privilège de pouvoir utiliser, à titre d'usager, du bois pour son château pourtant situé hors du territoire, au Teich. 
C'est dans cet état contractuel que survient la Révolution française. Certains usagers tentent d'obtenir alors que la forêt, ancien bien seigneurial, devienne communale : le tribunal arbitral réuni le 8 fructidor an II (25 août 1794) les déboute, arguant que la forêt n'appartient plus à un membre de la noblesse depuis 1746. Il confirme à la fois la propriété des ayant-pins mais aussi les servitudes à leur charge au profit des usagers, indissociables de leur titre de propriété. On dénombre alors 104 parcelles, détenues par 38 familles.
En 1917 une nouvelle transaction est signée pour régir les modalités d'exploitation des arbres tués par des catastrophes naturelles : plusieurs querelles entre ayant-pins et usagers sont en effet survenues après un ouragan en 1897 et un incendie en 1898. L'accord prévoit que les revenus de la vente du bois soient désormais partagés entre les propriétaires (50 %), les communes de La Teste-de-Buch et de Gujan (33 %) et une caisse syndicale chargée d'administrer les affaires communes entre usagers et ayant-pins (17 %).  
Enfin, différentes révisions sont promulguées en 1952, 1955 et 1977 (cette dernière limitée à une durée de cinq ans).

### Conflits et problématiques contemporains
Des conflits récurrents entre les parties impliquées animent aux XXe et XXIe siècles les délibérations du conseil municipal de La Teste, les colonnes de la presse régionale et les tribunaux de Bordeaux.
La possibilité ou non pour les usagers de couper des chênes pour du bois de chauffage est controversée : les transactions limitent en effet aux seules fins de travaux de construction la possibilité de prélever un chêne vif ; mais ce bois constitue un combustible de meilleure qualité que le pin, et était peu prisé par les propriétaires du temps du gemmage. Des coupes abusives ont donc souvent lieu.
Le droit d'usage s'étend-il aux habitants du Cap-Ferret ? Jusqu'en 1976 l'extrémité de la presqu'île du Cap Ferret relève de la commune de La Teste, avant qu'elle ne rallie par référendum celle de Lège pour des raisons pratiques. En tant qu'habitants de l'ancien territoire du captalat, les quelque 2 000 personnes qui y résident à l'année sont de droit usagers de la forêt. Mais ce privilège doit-il se limiter à ceux qui y vivaient déjà dix ans avant le changement de rattachement ? Le débat n'est pas tranché, et en 2008 un Ferretcapien organise un abattage d'arbres et son transport en grande pompe jusqu'au cap Ferret par pinasse — pour éviter que le bois ne « sorte des anciennes limites du captalat ».
Un débat similaire existe pour les habitants d'Arcachon, ville détachée de La Teste en 1857 pour faciliter son expansion urbaine. Les rares habitants de l'époque ont alors explicitement renoncé à leur droit d'usage en échange de la pleine propriété de parcelles. Mais qu'en est-il des nouveaux-venus ?
Les parties prenantes peinent à s'entendre sur le mode de représentation des usagers : au titre des transactions, les usagers sont censés s'organiser en syndicat. Mais, sous la pression de l’État et après plusieurs épisodes judiciaires, il est tranché en 1976 que ce sont les conseils municipaux des communes de La Teste et de Gujan-Mestras qui représentent les usagers. Cependant une association d'usagers, l'ADDU-FU, tend à revendiquer ce rôle.
Sont aussi régulièrement questionnés les droits d'accès au massif forestier : les transactions interdisent aux propriétaires de barrer les chemins ou de clôturer leur parcelle. La circulation de véhicules à moteur et l'organisation de randonnées ou autres événements sont cependant réglementées.
Enfin, des controverses surgissent ponctuellement quant à la possibilité de construire ou d’améliorer le bâti de la centaine de cabanes de résinier recensées en 1901, au-delà de la rénovation qu'autorise sous condition le plan d'occupation des sols, dans un contexte de tentation avérée de spéculation foncière et immobilière.

### Propriétaires en 2016
Les 3 895,52 ha cadastrés en 2016 se divisent en 388 parcelles, groupées en 161 propriétés.
| Propriétaires                                                                         | Surface (ha) |      |
| ------------------------------------------------------------------------------------- | ------------ | ---- |
| Personnes physiques                                                                   | 2 391        | 61 % |
| Personnes morales                                                                     | 343          | 9 %  |
| Mixte physique et morale                                                              | 37           | 1 %  |
| Établissements publics (principalement Conservatoire du littoral)                     | 171          | 4 %  |
| Collectivités territoriales (principalement communes de La Teste et de Gujan-Mestras) | 237          | 6 %  |
| Bien non délimités entre leurs propriétaires                                          | 684          | 18 % |
| Inconnu                                                                               | 33           | 1 %  |
| Total                                                                                 | 3 896        |      |

Les propriétaires exacts d'environ 875 ha ne sont pas identifiables (titres lacunaires, biens non délimités, indivisions complexes). Cette situation entrave l'obtention d'un quorum de propriétaires ayant-pins.
Cinquante propriétés couvrent plus de 25 hectares, représentant ensemble 71 % de la surface du massif ; le reste est très morcelé, avec des propriétés parfois inférieures à l'hectare. Les propriétaires d'au moins 51 % de la forêt résident dans l'ancien captalat ; ceux d'au moins 82 % habitent dans les départements de la Gironde ou des Landes.

### Tentatives de cantonnement

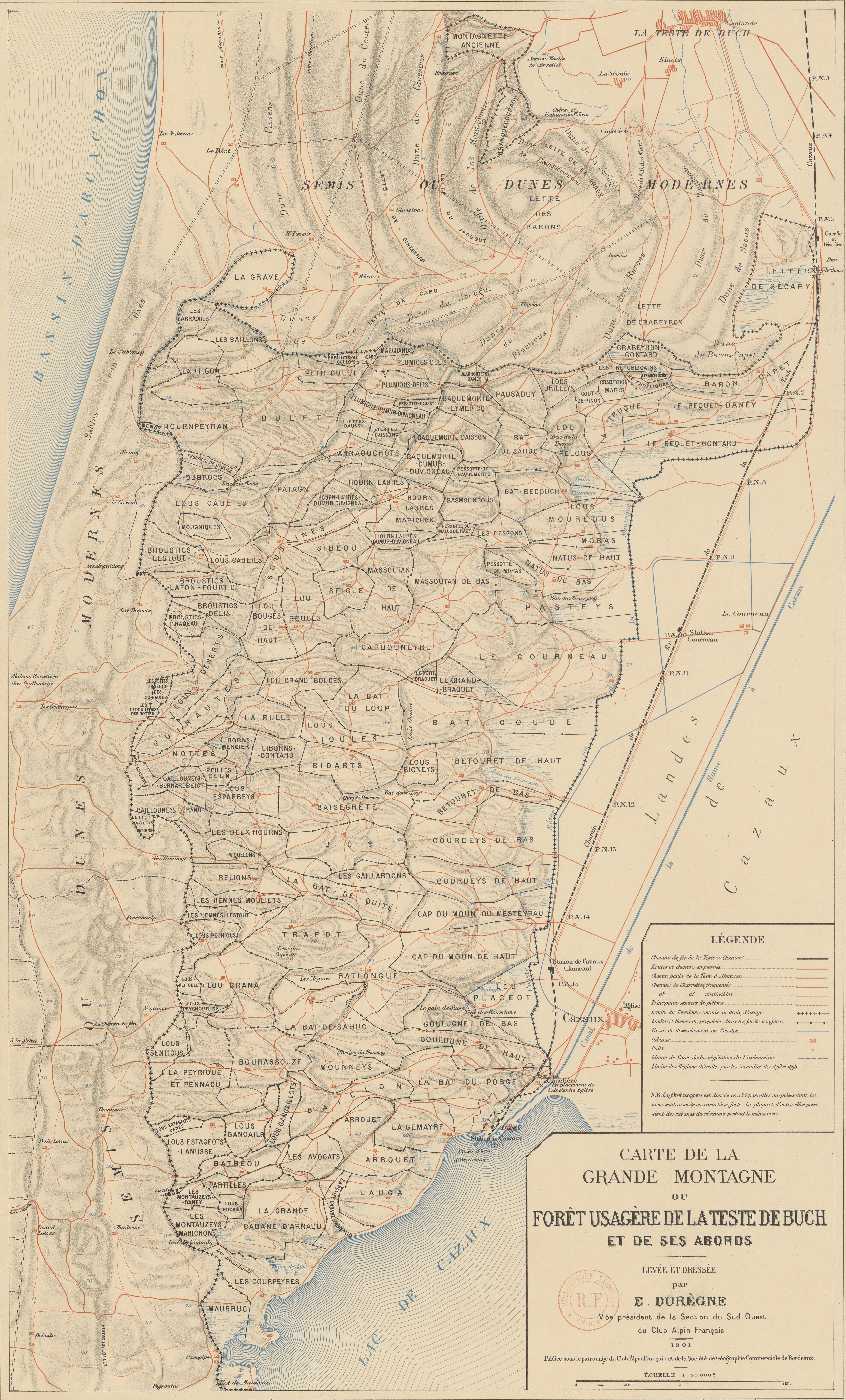
La carte dressée par E. Durègne en 1901 fait figurer les parcelles historiques de la Grande Montagne.

Le cantonnement consiste à donner en toute propriété à une collectivité une partie de forêt, en échange des droits d’usage qu’elle exerçait sur l’ensemble du massif. Très fréquent en France sous le Second Empire, ce type d'actes a mis fin à tous les autres statuts usager des forêts du pays.
À partir des années 1970, plusieurs voix s'élèvent pour mettre fin au statut usager de la Grande Montagne en la cantonnant :
- celles de propriétaires ayant-pins d'une part, dont le patrimoine foncier ne leur procure plus de revenu depuis la disparition des débouchés commerciaux du gemmage[c]. Seuls ceux qui habitent sur le territoire de l'ancien captalat ont sur le bois les droits d'usagers, et tous sont assujettis aux charges et obligations classiques d'un propriétaire foncier (taxe foncière, obligation de bonne gestion du boisé, taxe pour la DFCI, etc.)[37] ;
- celles des services de l’État d'autre part, qui s'alarment du faible rendement de cette forêt et de sa dégradation progressive faute d'entretien.

S'opposent à cette initiative des associations de défense de l'environnement comme la SEPANSO, convaincues que l'écosystème précieux du massif est dû à son statut particulier, les associations d'usagers et une partie non négligeable des propriétaires — plutôt ceux d'entre eux qui vivent à l'année sur les communes concernées.
En septembre 1977 les partisans du cantonnement déposent simultanément une assignation en justice des deux communes concernées et une proposition de règlement à l'amiable, qui offre la totale propriété de 745 ha aux communes. Treize des propriétaires demandeurs céderaient une partie de leur parcelle. En mars 1981 la cour d'appel de Bordeaux rejette la demande. Un pourvoi en cassation n'aboutit pas, au motif que la demande n'est pas soutenue par la totalité des propriétaires (soixante-dix-neuf n'ont en effet pas cautionné la démarche).
Profitant en 1985 d'un amendement du Code forestier qui assouplit le quorum nécessaire — amendement poussé par un sénateur girondin pour traiter spécifiquement le cas de la Grande Montagne —, des propriétaires formulent une nouvelle offre de cantonnement amiable en 1987, proposant aux communes 120 ha : la démarche échoue à nouveau.
En 2010, un arrêt de la cour d'appel de Bordeaux met définitivement fin à toute tentative de cantonnement, prenant acte de l'impossibilité d'identifier tous les propriétaires.

## Végétation avant l'incendie de juillet 2022
La végétation est à la fois typique des Landes de Gascogne et marquée par le statut usager de la forêt, exploitée pour la seule production de résine. Au fil des siècles, celui-ci a eu pour conséquence directe ou effet collatéral, :  
- d'éviter toute coupe rase et tout semis en ligne, largement pratiqués dans le reste des Landes, au profit de coupes pied par pied de type « jardinage », qui favorisent la régénération et la présence simultanée de spécimens d'âges différents ;
- de préserver les grands pins adultes tant qu'ils sont aptes au gemmage et de favoriser leur croissance par rapport à celle des chênes pédonculés ;
- sous ces grands pins, d'une densité de 120 à 130 par hectare, d'entretenir un sous-bois assez clair, d'accès facile ;
- de disposer d'un humus fertile ;
- d'entretenir jusqu'au milieu de XXe siècle un réseau dense de chemins pédestres et de petits sentiers (« menades ») qui permettaient aux résiniers d'accéder à chaque pin.

Depuis la fin du gemmage, en revanche, l'intérêt d'entretenir les sous-bois s'est estompé, et une végétation très dense s'est développée.
| Paysage forestier de pins et de fougères royales, dans lequel serpente un chemin étroit. |
|                                                                                          |

| Paysage forestier de pins et de fougères royales, coupé par un chemin carrossable. |
|                                                                                    |

La forêt est ainsi une pineraie-chênaie naturelle (pins maritimes et chêne pédonculé) organisée en futaie irrégulière. La strate arbustive se compose de houx, d'aubépine, de néflier, de prunier, de prunellier, d'églantier, de poirier sauvage, de sorbier des oiseleurs, de sorbier domestique, de viorne. Elle abrite fougère aigle, chèvrefeuille, houx fragon, ciste, bourdaine, bruyère à balai, bruyère cendrée, callune, ajonc. La strate herbacée est riche en potentille, canche, germandrée et garance. La végétation des versants sud-ouest des anciennes dunes paraboliques est plus luxuriante et diversifiée que celle des faces nord-est, que n'envahissent guère que les chênes pédonculés, quelques houx et la fougère aigle.
Au nord-ouest, protégé des vents dominants par la dune du Pyla, l'arbousier et le ciste à feuilles de sauge se font plus abondants.
Sur la frange orientale de la forêt, et particulièrement à proximité de l'étang de Cazaux, on comptabilise quelque 290 ha de zones humides ou marécageuses. Elles sont majoritairement couvertes d'aulnes, de saules et de bouleaux, sous lesquels poussent bourdaine, marisques, molinie bleue, jonc, myrte des marais, écuelle d'eau, lysimaque, osmonde royale, bruyère blanche, etc..
La forêt est parsemée de clairières autour des cabanes des anciens résiniers, qui servaient de potager ou d'aire de pacage, désormais plus ou moins refermées (138 ha au début du XXIe siècle), mais aussi de trouées naturelles consécutives à la propagation d'une maladie cryptogamique des pins due à l'armillaire.

### Protection

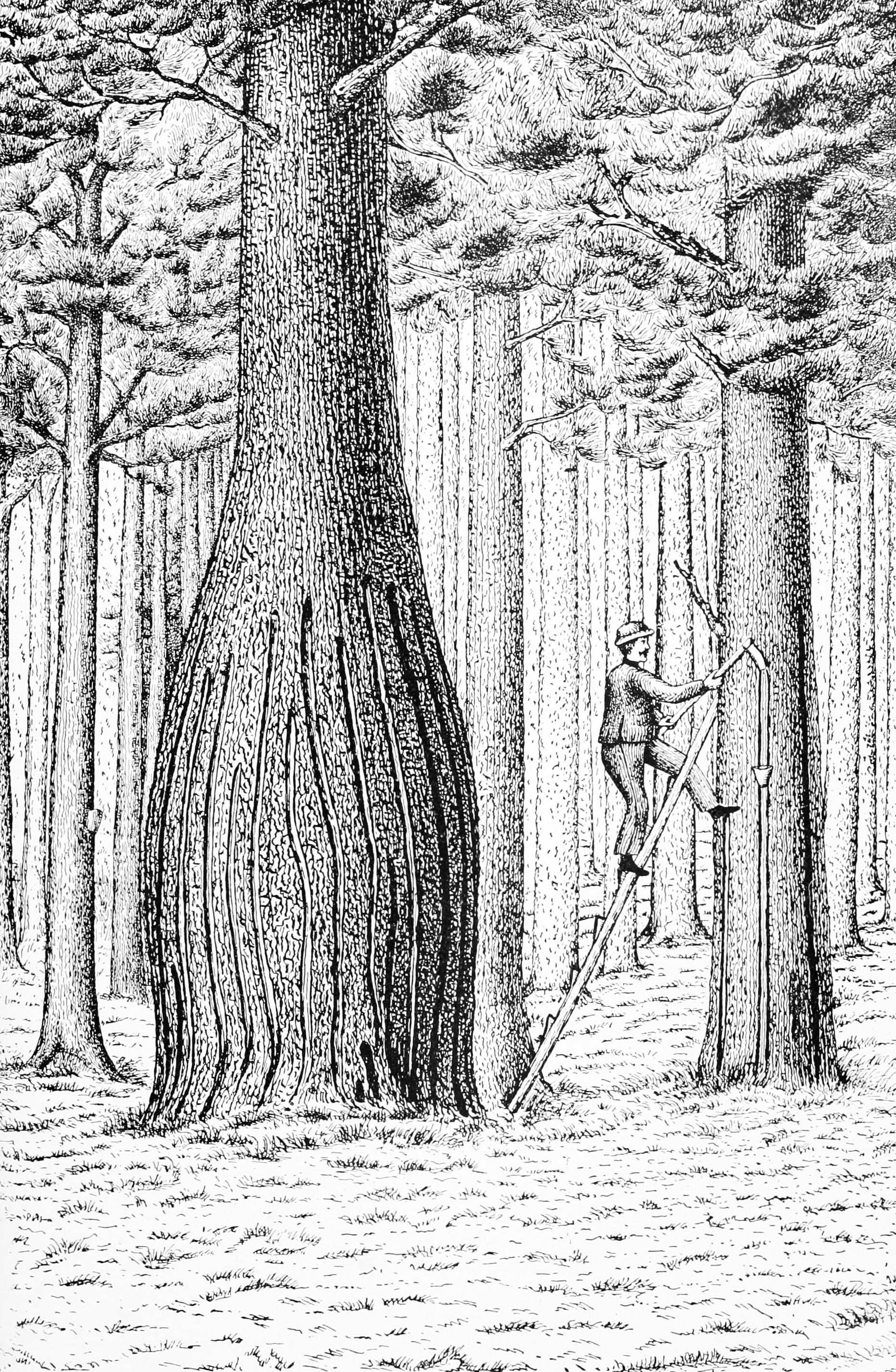
Un pin bouteille, v. 1895.

En 1943, la partie de la forêt située à l'ouest de la RD218 est inscrite à l'inventaire des sites. La totalité de la Grande Montagne est inscrite en 1977 puis classée en juin 1994.
Un projet de classement en forêt de protection n'aboutit pas, car incompatible avec la présence de forages pétroliers. Il aurait sonné le glas du statut usager, en assujettissant la gestion du massif au code forestier. Elle est cependant classée en zone spéciale de conservation dans l'inventaire du patrimoine naturel national, et en zone naturelle d’intérêt écologique, floristique et faunistique.
Elle bénéficie du label Natura 2000 depuis fin 2005.
Deux types de spécimens de pins maritimes, modifiés par l'action de l'homme, multiséculaires et en voie de disparition, sont protégés par un arrêté préfectoral : les pins dits bouteilles, tellement gemmés que des bourrelets de cicatrisation ont provoqué un élargissement important de la base de leur tronc et des anfractuosités qui abritent de nombreuses espèces d'oiseaux, et les pins dits bornes, hauts et lisses car jamais gemmés, que les propriétaires laissaient pousser aux angles de leurs parcelles pour en signaler les limites.

## Toponymie
Les principales dunes, les « vallées », les cabanes de résiniers et même les parcelles cadastrales portent des noms gascons qui datent souvent du Moyen Âge : on trouve par exemple Hourn Laurès (le four du laurier), Lartigon (de artigue, terre défrichée), lous Broustics (lieux couverts de broussailles), Batsegrette (la vallée secrète) ou Lauga (de augar, le terrain marécageux).

## Autre traces d'activités humaines
En 1901 sont recensées cent vingt-trois cabanes où vivent les résiniers, réparties dans la forêt. Elles sont souvent dotées d'un puits, de ruchers, d'un potager et d'un verger. Un dénombrement en 2020 n'en identifie plus que 85. Quelques-unes d'entre elles sont utilisées comme habitation permanente (32 en 1976), certaines sont autonomes en électricité. L'incendie de 2022 en détruit une cinquantaine. 
Depuis 1948, la nécropole du Natus abrite à l'orée de la forêt les dépouilles de plus de neuf cent cinquante tirailleurs sénégalais, de onze soldats russes et de deux militaires français morts au camp militaire du Courneau tout proche, aménagé pendant la Première Guerre mondiale pour « l'hivernage » des unités coloniales d'Afrique subsaharienne du front. Beaucoup y succombèrent d'épidémies de pneumonie durant l'hiver 1916-1917.
Dans la partie sud de la forêt, Esso a percé à partir de 1959 quatre-vingt-treize forages pétroliers ; quarante-sept sont encore en activité en 2021, exploités par Vermilion REP. Le gisement de 30 km2 enfoui entre 2 500 et 3 200 mètres de profondeur constitue le deuxième champ pétrolifère de France, avec une production quotidienne de 250 mètres cubes de brut. L'ouverture de huit puits supplémentaires reçoit en 2023 un avis favorable après enquête publique mais est fortement contestée.

## Incendies et tempêtes

Incendie de 2022 : zone affectée au 17 juillet.

La mémoire est conservée dans les archives qu'un ouragan en 1799 abat plus de 40 000 pins, faisant chuter de 90 % la production de résine. Exactement deux siècles plus tard, les vents de 166 km/h de la tempête Martin couchent de nombreux arbres au sud-ouest de la forêt usagère.
Des parties de la Grande Montagne ont été la proie d'incendies, notamment en 1708 (un mort), en 1716 (2 700 ha, dans le sud), en 1811, en 1822 (140 ha dans le tiers sud de la forêt, d'origine humaine), 1843, 1863, 1865, au printemps 1893 (277 ha dans le nord-ouest du massif, sur plusieurs mois), en 1898 (755 ha dans le tiers sud de la forêt), en juillet 1912 (300 ha), en 1929, en septembre 1943 après un bombardement (535 ha à nouveau dans le tiers sud du massif), juillet 1952 (190 ha), 1973 (62 ha). Depuis, les feux ont été limités (500 à 700 pins en 1981 au total, 0,8 ha en 2001 après une rave party, deux fois 2 ha en 2003…). La résilience de la forêt usagère aux incendies est controversée : certains pointent que le manque d'entretien des sous-bois et des chemins forestiers compliquerait la tâche des pompiers ; d'autres estiment que la diversité botanique, la proportion de feuillus et le relief sont de nature à freiner la progression d'un éventuel brasier,.
Du 12 au 23 juillet 2022, un feu hors norme ravage le massif. Il se déclare vers 15 h 00 le 12 juillet, quand un véhicule utilitaire est victime d'un grave problème électrique sur la piste 214. Favorisé par la canicule, l'incendie se déplace rapidement vers le sud jusqu'au 17 juillet, avant qu'un retournement des vents ne le rabatte vers le nord. Au total, 7 000 ha de forêt — usagère, domaniale ou privée — sont touchés, 20 000 personnes sont évacuées avant que les pompiers ne parviennent à juguler les flammes,,.
| Restes calcinés d'une habitation au pied d'une dune de sable. |
| La cabane Lartigon, au pied de la grande dune, détruite.      |

| Entre des arbres morts et la rive d'un lac, on distingue l'aire noircie qu'occupait une cabane détruite par le feu. |
| Décombres des cabanes Lauga, au bord du lac de Cazaux.                                                              |

| Forêt d'arbres noircis par l'incendie, sans sous-bois. |
| La forêt.                                              |

| Vue aérienne d'un camping détruit : des arbres brûlés et clairsemés. |
| Reste des campings au pied de la Dune.                               |

| Carte montrant la partie brûlée de la forêt. |
| Bilan final des zones affectées.             |

## Restauration
Une cartographie aérienne réalisée en décembre 2022 distingue les zones, majoritaires, où la photosynthèse est encore active au sommet des résineux et celles où les arbres sont morts. Même si plusieurs décennies seront nécessaires pour restaurer un massif adulte, la nature reprend peu à peu ses droits dans les mois qui suivent le sinistre avec la repousse des fougères, de plantes de sous-bois et la germination de jeunes pins.
Mais l'urgence est d'évacuer les pins morts : l'INRAE craint en effet la prolifération du scolyte sténographe, un coléoptère d'un demi-centimètre qui s'attaque en priorité aux résineux endommagés. L’enjeu est la protection des arbres épargnés et surtout des forêts adjacentes. Retardé par des désaccords entre des parties prenantes, une météo défavorable et un marché du bois peu propice, l'abattage ne débute qu'en janvier 2023. Fin octobre, seulement la moitié du bois mort a été évacuée et de nombreuses piles de troncs infestés sont encore stockées sur place ; les coupes sont terminées en juin 2024 où 570 000 tonnes de bois ont été évacuées et seuls 10 % des arbres restent sur pied. Le produit des ventes des pins abattus est de 9 millions d'euros.
Pendant ces travaux et pour des motifs de sécurité, un décret municipal — contesté par l'association des usagers — interdit l'accès du public à la forêt. Celui-ci est pleinement rétabli le 1er juillet 2024. 
Plusieurs options sont imaginées pour le repeuplement de la forêt : en septembre 2022, des scientifiques, notamment de l'INRAE, lancent une pétition pour réclamer l'interruption des coupes systématiques des arbres restants et le repeuplement du massif par régénération naturelle afin de préserver son originalité et sa diversité. Cette option est aussi privilégiée par l'association des usagers. Une collecte d'environ un million de graines issues de la forêt primaire doit permettre cette réinstallation. 
Un autre sujet de débats est d'autoriser ou non les propriétaires des cabanes incendiées à les reconstruire. L'État a pris position contre, ce que contestent les ayant-pins et le maire de La Teste.